# Юон де Кермадек, Жан-Мишель
Жан-Мишель Юон де Кермадек (фр. Jean-Michel Huon de Kermadec; 12 сентября 1748, Мануар-дю-Тромё, Боар, Финистер, Королевство Франция — 6 мая 1793, Баладе, Новая Каледония) — французский мореплаватель и путешественник.

## Биография
Родился в шато Мануар-дю-Тромё в муниципалитете Боар департамента Финистер 12 сентября 1748 года в семье Жана-Гийома Юона де Кермадека и Анны, урождённой Мескам.
В мае 1766 года в звании гардемарина поступил на службу на флот, в 1773 году был удостоен звания энсина. В 1778 году в рамках войны за независимость США принимал участие в морском бою близ острова Уэссан. В 1779 году в составе команды парусного линейного корабля Diadème (1756) участвовал в штурме Гренады и последующей осаде Саванны. В 1781 году за военные заслуги был представлен к ордену Святого Людовика.
В 1785 году в должности старшего помощника командира корабля La Résolution поступил на службу к мореплавателю Жозефу Антуану де Брюни, целью экспедиции которого являлось исследование Китая. Он был назначен командиром корабля класса Rhône. 11 апреля 1789 года был внесён в список членов-корреспондентов военно-морской академии Франции. В 1790—1791 годах, находясь под командованием того же Жозефа Антуана де Брюни, плавал на Le Patriote, затем был назначен командиром плашкоута L'Espérance. 28 сентября 1791 года в составе экспедиции де Брюни, ставившей своей целью обнаружение Лаперуза отбыл из Бреста. На следующий день был повышен до звания капитана. Пройдя Тенерифе и Мыс Доброй Надежды, а также проведя обследование островов Амстердам и Сен-Поль, де Брюни, находясь к югу от Австралийского континента, принял решение подойти к Островам Адмиралтейства, о жителях которых ходили слухи, что они носили французскую униформу и портупеи. 23 апреля 1792 года два судна де Брюни вошли в бухту в районе Земли Ван-Димена (ныне Тасмания), которой впоследствии было дано наименование «Решерш-бей». Там матросы обнаружили запас пресной воды. 28 мая корабли покинули бухту.
Часть судов, отправившихся на поиски Лаперуза к Островам Адмиралтейства, обследовав остров Пен, западное побережье Новой Каледонии и Новую Ирландию, вернулась к Амбону ни с чем. Далее экспедиция двинулась к юго-западному побережью Новой Голландии. Миновав представлявший довольно-таки большую опасность для моряков архипелаг Решерш, 9 декабря корабли вошли в залив, названный французами Эсперанс-бей. Снялись они с якоря только 17 декабря.
К первой половине января 1793 года запасы пресной воды иссякли, экспедиция по настоянию де Кермадека двинулась к Земле Ван-Димена с целью закупки продовольствия, таким образом упустив возможность установления наличия или отсутствия течения к югу от Новой Голландии. 21 января корабли де Брюни вновь вошли в Решерш-бей. В феврале во второй раз произошла высадка на Землю Ван-Димена, в результате чего произошло налаживание отношений с туземцами. Также экспедицией было обнаружено устье реки Деруэнт. От берегов Земли Ван-Димена суда отошли 27 февраля 1793 года. Кораблям La Recherche и La Espérance было поручено провести обследование островов Тонгатапу и Новая Каледония, где 6 мая 1793 года в населённом пункте Баладе от туберкулёза скончался Жан-Мишель Ююн де Кермадек. Он был похоронен на острове Пудьюэ, расположенном недалеко от берега. В настоящее время на нём находится Обсерватория Джеймса Кука.

## Память
Довольно начитанный интеллигент, он писал этюды для флейты и отлично на ней играл. Никогда не был женат. Он составил завещание, в котором определённые полки с книгами из своей библиотеки завещал лучшим друзьям-офицерам. В честь него Жозеф Антуан де Брюни дал названия ряду географических объектов, а именно: реке Хьюон и островной дуге Кермадек, расположенной к северо-востоку от Новой Зеландии. Также в честь мореплавателя названы жёлоб и подводная гряда в Тихом океане. Косвенным образом имя путешественника вошло в состав наименования сосны Юона, произрастающей на территории Тасмании.